# Spyro: A Hero's Tail
Spyro: A Hero's Tail (en español Spyro: La Cola de un Héroe) es el quinto videojuego en la serie original de Spyro, y el noveno juego de la serie en absoluto. Desarrollado por las empresas Eurocom y Traveller's Tales, fue el primer juego de la serie para la consola Xbox, así como el segundo juego de la serie para las consolas PlayStation 2 y GameCube (con el relanzamiento de consola central siendo el único de los tres que ayuda con pantalla grande). También es la última entrega de la continuidad original de Spyro para consolas domésticas. Este es también el primer y único juego de Spyro que fue completamente producido en Europa. 
El juego introduce un nuevo antagonista, Rojo, un ex Dragón Anciano desterrado años antes de los acontecimientos del juego, y se ve al protagonista, de Spyro el Dragón, en su intento de derrotarlo con la ayuda de su mejor amigo Sparx, Cazador el guepardo, el sargento Byrd, un pingüino volador y el topo Blink, que son todos jugables.

## Jugabilidad
La jugabilidad de Spyro: La Cola de un Héroe es en gran medida la misma que en los juegos anteriores de Spyro, pero con varios ajustes a las habilidades de Spyro y del controlador del mapeo del juego, también hay menos énfasis en las gemas; que ahora actúan estrictamente como la moneda del juego, y ya no son importantes para completar el juego con un 20%. También hay una cantidad considerable de retroceso en el juego, con elementos importantes que solo se pueden alcanzar con ciertas habilidades adquiridas más adelante en el juego; algunos artículos también requieren un cierto número de gemas para ser adquiridas.
En Spyro: La Cola de un Héroe, se comienza con la mayoría de sus habilidades estándar, incluyendo el vuelo sin motor y el aliento de fuego. La mecánica de deslizamiento de Spyro ha sido modificada de títulos anteriores, con la adición de un doble salto y la capacidad de desplazarse hacia abajo liberando el stick analógico. Similar a los títulos anteriores, Spyro también adquiere múltiples tipos de aliento para usar a lo largo del juego, incluyendo electricidad, agua y hielo; cada elemento tiene diferentes características y usos a lo largo del juego; por ejemplo, la electricidad puede derrotar a los enemigos con armadura de metal, y el agua se usa principalmente para resolver acertijos. Además de estos elementos, Spyro también adquiere un ataque de "aliento secundario" parecido a un proyectil con cada elemento, que puede derrotar a la mayoría de los enemigos, pero el jugador solo puede almacenar una cantidad limitada de ataques de respiración secundaria. Spyro también gana la habilidad de saltar de las paredes y balancearse desde los postes, como en Príncipe de Persia y Jak y Daxter, lo que le permite atravesar obstáculos y alcanzar nuevos segmentos en un nivel. Además, Sparx, el compañero libélula de Spyro, regresa como una personificación del nivel de salud actual de Spyro, y ayuda a recolectar objetos cercanos para el jugador.
Además de Spyro, se pueden utilizar otros cuatro personajes. Sparx, además de ayudar a Spyro, también se puede jugar en sus propios minijuegos al estilo de los tiradores de rieles. Blink, una mole antropomórfica, explora los niveles establecidos en minas subterráneas y cavernas, donde el jugador tiene la tarea de localizar y destruir varios fragmentos oscuros con explosivos. El Sgt Byrd, presentado por primera vez en Spyro: El Año del Dragón es el anfitrión de varios minijuegos de temática voladora en los que al jugador se le da una cantidad determinada de tiempo para localizar y volar (o destruir) varios objetivos y enemigos en un nivel. Cazador, presentado por primera vez en Spyro 2: En busca de los talismanes, tiene dos partes independientes del juego para él. Él es capaz de escalar ciertas paredes y atacar y atacar a los enemigos con su arco y flechas.

## Personajes
Además de los personajes jugables que regresan, muchos otros personajes también regresan. El Profesor aparece para su primera aparición en la consola desde Spyro: Año del Dragón. Ricachon también regresa, pero ya no es el vendedor de clase alta de los juegos anteriores, y ahora es un comerciante con acento de Europa del Este. Gnasty Gnorc también hace su primera aparición en un juego de Spyro desde el original. El juego también presenta a Ineptune, una malvada reina del mar, que junto a Gnasty está trabajando con el principal antagonista del juego, Red - un Dragon Elder caído que está usando Gemas Oscuras en una trama de venganza. Sgt. James Byrd también regresa de Spyro: Year of the Dragon . Un nuevo personaje Blink the Mole, hace su primera aparición en el juego y se agrega al Spyro serie y es conocido como el sobrino del profesor. También aparecen los Dragones Antiguos un grupo de dragones más antiguos que gobiernan los Reinos del Dragón y enseñan a Spyro nuevas habilidades como las habilidades Horn Spike, Pole Spin, Wing Shield y Wall Kick. Los cuatro Ancianos de dragón son Tomás, Magnus, Titán y Astor (el nombre de cuatro dragones que estaban en el primer juego). Red también fue un antiguo Dragón Anciano antes de su exilio.

## Sinopsis
Ha sido un largo período de paz en los Reinos del Dragón desde la última aventura de Spyro. De repente, un misterioso dragón llamado Red está usando un grupo de piedras para drenar vida llamadas Gemas Oscuras para envenenar la vida del mundo. No solo eso, está reclutando a Gnasty Gnorc del primer juego y su ejército de Gnorcs para hacer su trabajo sucio. Después de liberar a un Dragon Antiguo, Spyro destruye todas las Gemas Oscuras en su reino, y Spyro ganó los huevos de dragón y las gemas brillantes, y derrota a Gnasty Gnorc. Eventualmente con la ayuda del Profesor, Spyro lo convierte en el reino de las Ciudades Perdidas, destruyendo todas las Gemas Oscuras allí y derrotando a Ineptune, un poderoso ser de sirena. Al llegar al reino de Icy Wilderness, es atacado y capturado por un mamut trabajando para Red, pero Hunter y Sparx , trabajando juntos, lo liberan, y Spyro derrota a Red en su primera batalla. Red escapa a la Isla Volcánica, donde Spyro y el Profesor lo siguen. Después de entrar al laboratorio de Red debajo del volcán, Spyro descubre que el Profesor ha sido capturado y forzado a convertir el ejército Gnorc de Red en robots para hacerlos más fuertes. Después de convertir accidentalmente a Red en un robot llamado Mecha Red con la maquinaria del Profesor, y después de que el Profesor aumenta accidentalmente el tamaño de Red, Spyro lucha contra Red y lo derrota. Luego, el Profesor reduce el tamaño de Rojo a un tamaño más pequeño, lo que implica que usará Rojo para sus experimentos.
Obtener 100% de finalización desbloquea un final alternativo oculto en el que los ancianos dragón están sentados alrededor del televisor mirando los créditos del juego, a lo que el Antiguo Titán lo apaga luego.

## Reparto de Voces
- Jess Harnell como Spyro el Dragón, Cazador el Chita, Ricachon el Oso, el sargento Byrd el Pingüino, Rojo, Astor, Magnus, Titan, Tomas, Voces Adicionales

- Tara Strong como Ember el Dragón, Blink la Mole, Zoe el Hada, Llama del Dragón, y Voces Adicionales.

- Michael Gough como Gnasty Gnorc y el profesor de la Mole.

- Susanne Blakeslee como Ineptune

- André Sogliuzzo como Sparx la libélula

- Anndi McAfee como Lily la sirena, hadas, y Voces Adicionales

- Phil Crowley como Otto la nutria

- Fred Tatasciore como Bentley el Yeti, Wally la morsa, y Voces Adicionales

- Drew Markham como Gnasty Gnorc (comparte el mismo papel con Michael Gough)

- Brad Abrell como Mergatroid Robot y Phil los Pingüinos

## Recepción
Los sitios web de revisión GameRankings y Metacritic le dieron la versión de PlayStation 2 64.59% y 60/100, la versión Xbox 63.95% y 64/100 y la versión de GameCube 63.29% y 62/100.
Desde su lanzamiento, Spyro: La Cola de un Héroe ha recibido críticas mixtas y positivas de parte de los críticos, y varios dicen que el juego fue una mejora con respecto al título anterior, Spyro: Buscando a la libélula.
IGN le dio al juego un 7 de 10, diciendo en una crítica positiva, "Spyro: La Cola de un Héroe ofrece una cantidad decente. Aunque carece de innovación en estilo y mecánica de juego, el juego controla bien y ofrece suficiente desafío y duración para garantizar una mirada dura por parte de los padres que buscan comprar un juego para sus hijos. Además, la inclusión de nuevos personajes, nuevos ataques y un montón de objetos coleccionables mantendrán a los coleccionistas de nueces jugando durante al menos 15 horas. Al final, La Cola de un Héroe es una mejora definitiva sobre Spyro: Buscando a la libélula. Es un juego de plataformas sólido, aunque simple y poco imaginativo ".
En GameSpot La crítica fue mixta. Dándole un 5,8 de 10, dijeron: "Aunque los valores de producción de Spyro se dispararon, su juego se ha mantenido más o menos igual desde el debut de la serie en 1998. En aquel entonces, los jugadores que carecían de Nintendo 64 no tenían demasiados buenas Plataformas 3D para elegir, por lo que las debilidades de juego de Spyro eran aceptables, a la luz de su singularidad. La novedad se ha desvanecido. Hoy, mejoras modestas en esta fórmula cansada, como dar a Spyro una vez vestigiales, brazos tipo T-rex la capacidad de Los topes de agarre, simplemente no son suficientes para hacer que el juego sea innovador. Completar el título con minijuegos disruptivos y aburridos para aumentar artificialmente el tiempo de juego aparentemente tampoco fue una buena movida.